# 板柳町
板柳町（いたやなぎまち）は、青森県北津軽郡の町。津軽平野のほぼ中央に位置しており、林野はほぼなく、リンゴと米作りを中心としている。

## 地理
- 河川：岩木川、十川など

### 隣接している自治体
- 青森市、弘前市、五所川原市
- 北津軽郡 - 鶴田町
- 南津軽郡 - 藤崎町

## 歴史
元々は岩木川の水運によって発展した。弘前藩の代官所が置かれ、町の構造に枡形が組み込まれているのが現在でもわかる。
明治以降にリンゴがこの地域にもたらされると、リンゴの名産地となる。昭和中期まではリンゴの出荷が鉄道に拠っていたため、板柳駅は大いに賑わった。
- 1889年（明治22年）4月1日 - 町村制の施行により、板屋野木村、灰沼村、福野田村、三千石村、赤田村、欠落林村、小幡村が合併して板屋野木村（いたやのきむら）が発足。
- 1895年（明治28年）3月27日 - 板屋野木村が改称して板柳村となった。
- 1920年（大正09年）4月1日 - 板柳村が町制施行して板柳町となった。
- 1955年（昭和30年）3月10日 - 板柳町、沿川村、小阿弥村、南津軽郡畑岡村が合併して現在の板柳町が発足。
- 1956年（昭和31年）8月10日 - 大字林崎が藤崎町に編入[3]。
- 1958年（昭和33年）11月1日 - 大字石野・野中地区が鶴田町から編入。
- 1967年（昭和42年）11月1日 - 鶴田町大字大性字平岡の一部が板柳町に編入の一方、当町大字狐森字岡田の一部と大字柏木字片田野の一部が鶴田町に編入[4]。
- 1970年（昭和45年）11月1日 - 鶴田町大字鶴泊字梅林の一部が板柳町に編入の一方、当町大字野中字梅林の一部が鶴田町に編入[4]。
- 1975年（昭和50年）11月1日 - 板柳町民憲章および町民歌「知恵と大和（たいわ）」を制定。
- 1988年（昭和63年）10月 - 板柳町配水場が完成。

## 行政
- 町長：葛西健人（1期目）任期：2027年（令和9年）4月29日まで
- 町議会：定数12人（任期：2024年（令和6年）3月9日まで）

## 姉妹都市・提携都市

### 国外
- アメリカ合衆国・ワシントン州ヤキマ市 - 1972年（昭和47年）2月3日提携。リンゴ産業・教育文化の交流。
- 中華人民共和国・北京市昌平区 - 1993年（平成5年）6月23日提携。教育・文化・農業技術の交流。

## 産業

### 商業
- マックスバリュ板柳店
- いとく板柳店（福野田M実田から三千石に移転済み）

### 農業
- リンゴ

作付け面積・収穫量ともに県下5位である（2008度の統計）。
- コメ
- ニンニク - ときわにんにく
- マコモダケ

### 郵便
- 板柳郵便局（集配局） (84042)
- 小阿弥郵便局 (84126)
- 沿川簡易郵便局 (84706)

### 金融機関
- 青森みちのく銀行板柳支店
- 青森みちのく銀行板柳南支店
- 青い森信用金庫板柳支店（旧：あおもり信用金庫店）
- 津軽みらい農業協同組合（JA津軽みらい）

## 公的機関

### 警察
- 弘前警察署 - 2022年4月1日に町内にあった板柳警察署を統合し弘前警察署の管轄となる。板柳警察署は弘前警察署板柳交番となった[6]。
  - 板柳交番
  - 沿川警察官駐在所

### 消防
- 弘前地区消防事務組合
  - 板柳消防署

### 医療
主な病院。
- 国民健康保険板柳中央病院

## 地域

### 人口
平成27年国勢調査より前回調査からの人口増減をみると、8.48％減の13,935人であり、増減率は県下40市町村中23位。
| |                                        |  |
| 板柳町と全国の年齢別人口分布（2005年） | 板柳町の年齢・男女別人口分布（2005年） |  |
| ■紫色 ― 板柳町 ■緑色 ― 日本全国 | ■青色 ― 男性 ■赤色 ― 女性              |  |
| 板柳町（に相当する地域）の人口の推移 \| 1970年（昭和45年） \| 19,901人 \| \| \| 1975年（昭和50年） \| 18,999人 \| \| \| 1980年（昭和55年） \| 19,215人 \| \| \| 1985年（昭和60年） \| 18,504人 \| \| \| 1990年（平成2年） \| 17,766人 \| \| \| 1995年（平成7年） \| 17,320人 \| \| \| 2000年（平成12年） \| 16,840人 \| \| \| 2005年（平成17年） \| 16,222人 \| \| \| 2010年（平成22年） \| 15,227人 \| \| \| 2015年（平成27年） \| 13,935人 \| \| \| 2020年（令和2年） \| 12,700人 \| \| |                                        |  |
| 総務省統計局 国勢調査より |                                        |  |
| 1970年（昭和45年） | 19,901人                               |  |
| 1975年（昭和50年） | 18,999人                               |  |
| 1980年（昭和55年） | 19,215人                               |  |
| 1985年（昭和60年） | 18,504人                               |  |
| 1990年（平成2年） | 17,766人                               |  |
| 1995年（平成7年） | 17,320人                               |  |
| 2000年（平成12年） | 16,840人                               |  |
| 2005年（平成17年） | 16,222人                               |  |
| 2010年（平成22年） | 15,227人                               |  |
| 2015年（平成27年） | 13,935人                               |  |
| 2020年（令和2年） | 12,700人                               |  |

## 教育

### 高等学校
町唯一の高校「青森県立板柳高等学校」が板柳町大字太田に所在していたが、新設の青森県立五所川原工科高等学校（五所川原市）への統合により2023年をもって閉校した。

### 中学校
- 板柳町立板柳中学校

### 小学校
- 板柳町立板柳北小学校
- 板柳町立板柳南小学校
- 板柳町立小阿弥小学校
- 板柳町立板柳東小学校

### 未就学児施設
町内に所在する未就学児施設は、いずれも社会福祉法人鶴住会が運営している。
認定こども園
- 幼保連携型認定こども園板柳第一保育所鶴住
- 幼保連携型認定こども園板柳第三保育所鶴住

保育所
- 板柳第二保育所鶴住
- 小阿弥保育所鶴住

## 交通

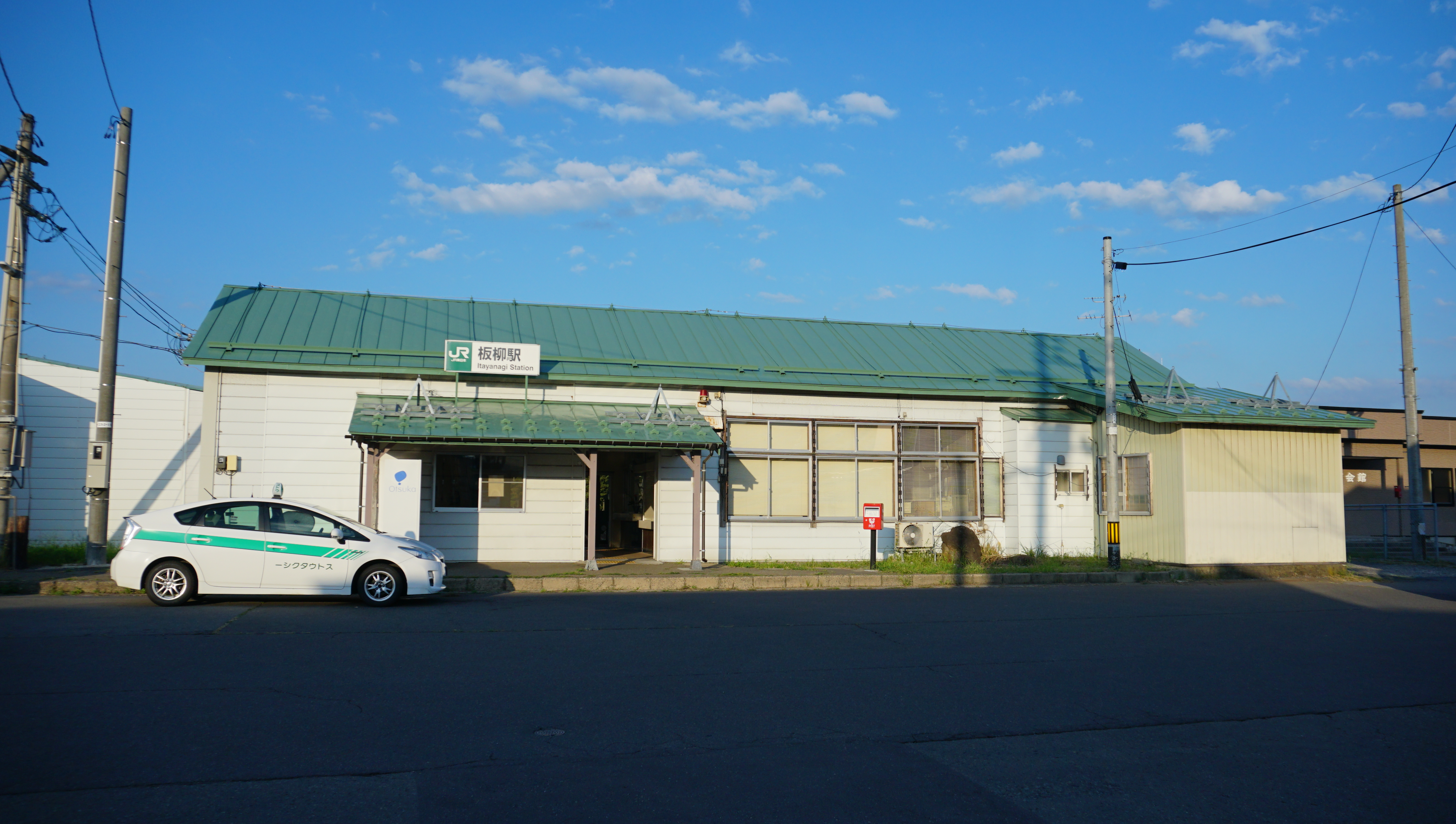
五能線 板柳駅

### 鉄道
- 東日本旅客鉄道（JR東日本）
  - 五能線：板柳駅

### バス
- 路線バス：弘南バス

### 道路
- 一般国道
  - 国道339号
- 主要地方道
  - 青森県道35号五所川原岩木線
  - 青森県道38号五所川原黒石線
- 一般県道
  - 青森県道125号小友板柳停車場線
  - 青森県道137号七ツ館板柳線
  - 青森県道196号五林平藤崎線
  - 青森県道199号太田藤崎線
  - 青森県道203号常海橋銀線
  - 青森県道276号大俵板柳停車場線

## 観光

### 名所・旧跡・施設
- 板柳町配水場〔深味東西田〕高さ57.2mで竣工時は東洋一の高さを誇っており、町のランドマーク的な存在。
- 板柳町立郷土資料館〔灰沼字岩井〕[10]
- 板柳町ふるさとセンター
- イチイ 〔横沢字花岡、無量庵〕県天然記念物、推定樹齢600年 - 700年、諏訪氏の屋敷跡と伝えられている[11]。

### 温泉
- 板柳温泉
- あすなろ温泉
- 高増温泉

### 行事
- りんご灯まつり

## 出身有名人
- 工藤忠（満州国侍衛長）
- 櫻錦守弘（元小結力士）
- 幡龍洋賢三（元十両力士）
- 追風海直飛人（元関脇力士、政治家）
- 工藤昭雄（英文学者、翻訳家）
- 高見盛精彦（元小結力士、現：東関親方）
- 福士加代子（陸上選手）
- 松山まみ（アイドル）
- 永沢与助（俳人、作詞家。「青森県賛歌」作詞者）
- 永山則夫（死刑囚、作家）出生地は北海道網走市
- 外崎清隆（元オウム真理教幹部、無期懲役囚）